# Rockdrigo en Radio Mexiquense
Rockdrigo en Radio Mexiquense (o bien Noche de Radio con Rockdrigo) es la grabación de la participación de Rockdrigo González en el programa de radio Dos hasta la media noche, conducido por Tarcisio García Oliva y Antonio Escribano para Radio Mexiquense.
A lo largo de dos horas, los conductores realizan una entrevista periodística a Rockdrigo, quien acompaña sus comentarios con la interpretación de algunas de sus canciones más conocidas. Son de especial valor histórico fragmentos como 'Géneros y conjugaciones estructurales' -titulada así debido a la semejanza del contenido con respecto a un artículo de Rockdrigo publicado en un número de la revista Banda Roquera de 1987, y en el cual teoriza acerca de las posibilidades de fusionar el rock con otras tradiciones musicales- y 'La experiencia urbana'.
Letra y música de todos los temas: Rodrigo González, excepto la rúbrica del programa, que es la pieza Eleanor Rigby (Lennon-McCartney) interpretada por La Banda Plástica de Tepetlixpa, Méx.

## Lista de temas
1. 'Rúbrica Dos hasta la media noche' (0:55)
2. Perro en el periférico (4:05)
3. 'Presentación' (6:19)
4. Estación del Metro Balderas (4:12)
5. 'La experiencia urbana' (7:30)
6. Vieja ciudad de hierro (2:56)
7. 'Formas musicales' (8:11)
8. Huapanguero (3:40)
9. 'Rock, huapango, blues: Géneros y conjugaciones estructurales ' (2:59)
10. Rock en vivo (4:43)
11. 'El públicio y los medios masivos de comunicación' (8:14)
12. Ratas (3:50)
13. 'El canto nuevo' (9:15)
14. El campeón (3:28)
15. 'Una canción provinciana' (1:27)
16. Oye tú, pescador (3:37)
17. 'Neologismos' (3:08)
18. Balada del asalariado (4:04)
19. 'Dos-tres chunches cambiantes' (2:11)
20. Canicas (2:40)
21. 'Historia de Canicas' (4:50)
22. No tengo tiempo de cambiar mi vida (4:01)
23. 'Bach sobre la alcantarilla' (5:11)
24. ¿Por qué? (2:44)
25. 'La número ochenta' (1:12)
26. Gustavo (4:13)
27. Despedida (10:49)

### Historia de la grabación
Historia de la grabación tal como fue relatada por Tarcisio García Oliva, en la revista El Bagre. Cultura y sociedad desde las huastecas, abril de 1992. Tampico, Tamaulipas. Edición independiente dirigida por Gastón Alejandro Martínez y editada por Tenek Comunicación, S.A. de C.V., facilitada por el poeta tampiqueño Juan Jesús Aguilar.

"Noche de radio con Rockdrigo"
Tarcisio García Oliva

A la memoria de María Guzmán Juárez, entrañable locutora tamaulipeca e incansable promotora de la obra de Rockdrigo, su paisano.

Una noche otoñal de 1984, hace ya 14 años, llegó a los entonces campiranos estudios de XEGEM, Radio Mexiquense, ubicados a escaso kilómetro y medio del centro de Metepec, un artista invitado a nuestro programa “Dos hasta la media noche” que conducíamos desmadrosamente el ínclito y consumido ex chelista Antonio “Dito” Escribano y un servidor.
Rockdrigo González, cabello hirsuto, tez blanca, voz nasal, más aguda que grave, anteojos a la John Lennon, pantalón de mezclilla bastante usado, de caminar desenfadado, casi chaplinesco, aunque de movimientos y hablar nerviosos, incluso acelerados, desbordados, entró por el pasillo cargando un estuche que guardaba, además de su guitarra, una armónica, un porta armónicas y un legajo de papeles con la letra de sus canciones. Y ahora quisiera llamar la atención del lector por un detalle: hasta ese día, el programa “Dos hasta la media noche” se había transmitido más de 200 veces en vivo desde una cabina conocida precisamente como la cabina de transmisión. En esa ocasión se presentó un problema técnico y fue menester grabar el programa para transmitirlo posteriormente. Aquella falla técnica, poco común, por cierto, propició entonces la oportunidad de grabar el programa, cuestión que al menos a nosotros no se nos había ocurrido antes, acostumbrados a la rutina de las transmisiones efímeras que se pierden para siempre mientras salen al aire, como lo hace el humo que despiden las chimeneas. Por fortuna, realmente por fortuna, este no fue el caso. Por eso, 14 años después tenemos la posibilidad de recrear aquella noche de radio con Rockdrigo González, hasta ahora inédita para quienes no la escucharon en su momento.
El programa radiofónico nos introduce a la cosmovisión de un artista atento a su entorno y su momento, crítico sagaz y portavoz de una cultura y de un punto de vista que nos toca a pesar de la distancia temporal. Su sinceridad y su exquisito humor son rasgos de una tradición mexicana con escasos representantes. La entrevista también nos proporciona notas para entender al país antes y después de los sismos de 1985.
[Transcripción de la entrevista]
En 1984, Rockdrigo planeaba, según sus propias palabras, su primer disco. En ese entonces el concepto de los CD era algo muy novedoso. Por eso planeaba grabar en un acetato con sus dos lados tradicionales, formato que le permitiría dividir en dos la temática de sus canciones. Pero Rockdrigo no pudo grabar el “master” de ningún disco. Por esas fechas había sacado al mercado un casete titulado Hurbanistorias.
Rockdrigo González no tuvo la suerte de un Pedro Infante, ni siquiera de una Selena, quienes al morir trágicamente abonan con sus cenizas el fruto de la fama inmortal. Todavía hoy en día podemos encontrar la música de Rockdrigo en varios sitios, marginales la mayoría, como en la entrada del Metro Insurgentes, o en el recuerdo de muchos contemporáneos suyos que vemos pasar el tiempo mientras se extingue su presencia.... La pregunta es válida: ¿Vale la pena reanimarla?